# روسل مينس
روسل مينس (بالإنجليزية:Russell Means) ، واسمه السابق : أوجلالا لاكوتا. (بالإنجليزية:Oglala Lakota) من مواليد 10 نوفمبر 1939 ، وتوفي يوم 22 أكتوبر 2012 ، إعلامي أمريكي وهو ينتمي للجذور الهنود الحمر، كان مؤسس هيئة إعلامية أمريكية مستقلة يدعى :أميركان انديان موفمنت (American Indian Movement).

## وصلات خارجية
- Russell Means official website
- Russell Means Freedom
- روسل مينس على موقع IMDb (الإنجليزية)
- روسل مينس على موقع الموسوعة البريطانية (الإنجليزية)
- روسل مينس على موقع ألو سيني (الفرنسية)
- روسل مينس على موقع ميوزك برينز (الإنجليزية)
- روسل مينس على موقع أول موفي (الإنجليزية)
- روسل مينس على موقع قاعدة بيانات الأفلام السويدية (السويدية)
- روسل مينس على موقع إن إن دي بي (الإنجليزية)
- روسل مينس على موقع ديسكوغز (الإنجليزية)
- روسل مينس على موقع قاعدة بيانات الفيلم (الإنجليزية)
- روسل مينس على موقع كينوبويسك (الروسية)
- روسل مينس على موقع فايند أغريف
- Republic of Lakotah Official Web Site
- American Indian Movement on Russell Means